# Adrien, 1917
Adrien, 1917 is het derde album van de stripreeks De meesters van de gerst van Jean Van Hamme (scenario) en Francis Vallès (tekeningen).  De reeks vertelt in acht albums het verhaal van enkele generaties Belgische bierbrouwers. De strip werd voor het eerst uitgegeven in 1995 bij uitgeverij Glénat.

## Inhoud
De Eerste Wereldoorlog woedt in Europa, en België krijgt het zwaar te verduren. Ook het kleine Dorp blijft niet bespaard van de ellende, en de brouwerij heeft het moeilijk om ingrediënten te verkrijgen voor het bier. Margrit probeert desondanks haar zaak draaiende te houden, terwijl haar zoon Adrien, die aan het front zit, enkele dingen ontdekt over heden en verleden...